# The High End of Low
The High end Of Low is het zevende studioalbum van muzikant Marilyn Manson uitgebracht in 2009.

## Track listing
Al de teksten zijn geschreven door Manson; al de muziek is geschreven door Ramirez & Vrenna.
| 1.                 | Devour                                                              |                         | 3:46 |
| 2.                 | Pretty As a Swastika (gecensureerd genoteerd als "Pretty as a ($)") |                         | 2:45 |
| 3.                 | Leave a Scar                                                        |                         | 3:55 |
| 4.                 | Four Rusted Horses                                                  |                         | 5:00 |
| 5.                 | Arma-Goddamn-Motherfuckin-Geddon                                    |                         | 3:39 |
| 6.                 | Blank and White                                                     |                         | 4:27 |
| 7.                 | Running to the Edge of the World                                    |                         | 6:26 |
| 8.                 | I Want to Kill You Like They Do in the Movies                       |                         | 9:02 |
| 9.                 | WOW                                                                 |                         | 4:55 |
| 10.                | Wight Spider                                                        | Manson, Ramirez, Vrenna | 5:33 |
| 11.                | Unkillable Monster                                                  |                         | 3:44 |
| 12.                | We're from America                                                  |                         | 5:04 |
| 13.                | I Have to Look Up Just to See Hell                                  |                         | 4:12 |
| 14.                | Into the Fire                                                       |                         | 5:15 |
| 15.                | 15                                                                  |                         | 4:21 |
| Totale duur: 72:12 |                                                                     |                         |      |

Standaard editie bonustracks
- "Pretty As A Swastika" (Alternate Versie) [Independent music store version] – 2:26
- "Arma-goddamn-motherfuckin-geddon" (Teddybears Remix) – 3:30

### Deluxe Editie bonus disc
| 1.                 | Arma-Goddamn-Motherfuckin-Geddon (Teddybears Remix)   | 3:31 |
| 2.                 | Leave a Scar (Alternate Versie)                       | 4:02 |
| 3.                 | Running to the Edge of the World (Alternate Versie)   | 6:08 |
| 4.                 | Wight Spider (Alternate Versie)                       | 5:28 |
| 5.                 | Four Rusted Horses (Opening Titles Versie)            | 5:02 |
| 6.                 | I Have to Look Up Just to See Hell (Alternate Versie) | 4:08 |
| Totale duur: 28:25 |                                                       |      |

Deluxe Edition bonustracks
- "15" (Alternate Version) [iTunes bonustrack] – 4:17
- "Into The Fire" (Alternate Version) [iTunes pre-order & Japanese Bonus editie] – 4:34
- "Arma-goddamn-motherfuckin-geddon" (Alternate Versie) [Hot Topic deluxe editie] – 3:

## Hitnotering
| "The High End of Low" in de Nederlandse Album Top 100 - binnen: 30-05-2009 | "The High End of Low" in de Nederlandse Album Top 100 - binnen: 30-05-2009 | "The High End of Low" in de Nederlandse Album Top 100 - binnen: 30-05-2009 |
| Week                                                                       | 01                                                                         |                                                                            |
| -------------------------------------------------------------------------- | -------------------------------------------------------------------------- | -------------------------------------------------------------------------- |
| Nummer                                                                     | 73                                                                         | uit                                                                        |